# Polygonella polygama
Polygonella polygama là một loài thực vật có hoa trong họ Rau răm. Loài này được (Vent.) Engelm. & A. Gray miêu tả khoa học đầu tiên năm 1845.